# Ole von Beust
Ole von Beust, plným jménem Carl-Friedrich Arp Ole, svobodný pán von Beust, (* 13. dubna 1955 Hamburg) je bývalý německý politik, člen CDU. Od 31. října 2001 do srpna 2010 zastával funkci starosty svobodného a hanzovního města Hamburk. Na období 1. listopadu 2007 až 31. října 2008 byl zvolen předsedou Spolkové rady. V období od 1. listopadu 2008 do 31. října 2009 byl Ole von Beust prvním místopředsedou Spolkové rady.

## Život
Ole von Beust je nejmladší ze tří synů Achima-Helge von Beust a Hanny von Beust. Rodiče museli v době Třetí říše z Německa uprchnout, neboť jeho matka měla židovské předky. Jeho otec byl prvním zemským předsedou Mladé unie (Junge Union) v Hamburku.
Beust užívá namísto svých původních rodných jmen Carl-Friedrich Arp pouze jméno Ole. Jedná se původně o přezdívku „Ole Pupp“ (což v dolnoněmčině znamená stará panenka), kterou pro něj v dětství používala jeho babička. Z této přezdívky si Beust nechal v dospělosti úředně přidělit další jméno, které používá.
Ole von Beust odmaturoval v roce 1973 na hamburském waldorfském gymnáziu. V roce 1975 začal studovat právní vědy, které završil státními právními zkouškami v letech 1980 a 1983 a stal se právníkem.
V srpnu 2003 Ole von Beust nejprve odvolal státního radu Waltera Wellinghausena kvůli služebnímu provinění a následně také senátora vnitra a druhého starostu Ronalda Schilla kvůli údajnému pokusu o vydírání. Podle Beusta chtěl Schill zabránit propuštění Wellinghausena výhrůžkou, že oznámí, že Beust má poměr s Rogerem Kuschem, který byl krátce před tím jmenován senátorem spravedlnosti. Beust tím prý slučuje politiku se svým soukromým životem. Beust a Kusch toto nařčení odmítli s tím, že jsou ve skutečnosti přátelé ze studií a že Beust pronajímá Kuschovi byt.
O něco později Roger Kusch veřejně přiznal svou homosexualitu. O citové orientaci von Beusta veřejně promluvil jeho otec v rozhovoru pro časopis Welt am Sonntag 31. srpna 2003. Ole von Beust sám se k záležitosti vyjádřil v tom smyslu, že ze zpětného pohledu v tom vidí i pozitivní aspekty a že vše podstatné již řekl jeho otec.

## Politická kariéra

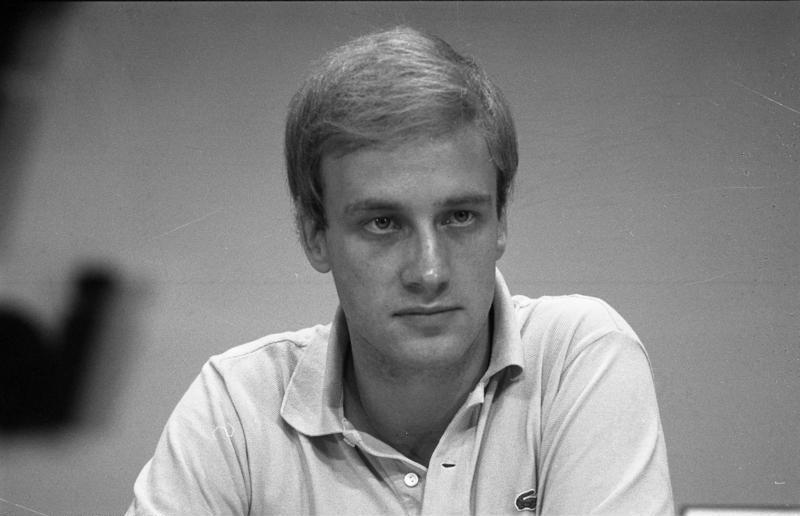
Ole von Beust na sjezdu CDU v Hamburku, 1981

Beust vstoupil do CDU už ve svých 16 letech (1971) a roku 1973 se stal asistentem CDU v hamburském městském sněmu. V letech 1977-1983 byl zemským předsedou Junge Union. Od roku 1978 je Beust členem hamburského městského sněmu. Od roku 1992 je členem zemského předsednictva hamburské CDU, od roku 1998 také členem spolkového předsednictva CDU.
Beust se stal v roce 1993 předsedou frakce CDU v městském sněmu a roku 1997 hlavním kandidátem CDU ve volbách, které i přes nárůst hlasů pro CDU (30,7%) nevedly k politické změně v Hamburku. Ale ani dosavadní koalice SPD (36,2 %) a menší Statt-Partei (3,5 %) nemohla dále vládnout, neboť Statt-Partei nepřesáhla hranici 5 % hlasů.
Při volbách v roce 2001 sice utrpěla CDU za Beustova vedení ztrátu hlasů a dosáhla jen 26,2 %, zatímco SPD s 36,5 % zůstala nejsilnější stranou. Přesto mohl Beust vytvořit kolici s Partei Rechtsstaatlicher Offensive (19,4 %) a FDP (5,1 %). Dne 31. října 2001 byl Ole von Beust zvolen starostou Hamburku. Von Beust se stal po Kurtu Sievekingovi teprve druhým členem CDU na tomto postu. Jako svého zástupce si zvolil Ronalda Schilla (předseda PRO).
Dne 9. prosince 2003 von Beust rozpustil vládnoucí koalici s FDP a PRO, neboť koalice po odstoupení Schilla a pěti dalších poslanců po srpnové aféře již neměla většinu. Zároveň vyhlásil nové volby na rok 2004.
Volby do hamburského sněmu 29. února 2004 vyhrála CDU s 47,2 %, zatímco FDP a PRO nepřekročily hranici pěti procent a do městského sněmu se nedostaly. Ole von Beust obhájil post starosty. Ronald Schill po volební porážce opustil Německo a přestěhoval se do Brazílie.
1. dubna 2007 oznámil Ole von Beust, že v případě porážky proti svému vyzyvateli kandidátu SPD Michaelu Naumannovi ve volbách v roce 2008 odstoupí z politiky.
Při volbách 24. února 2008 sice hamburská CDU ztratila asi 4,6 % hlasů, avšak s 42,6 % hlasů zůstala nejsilnější stranou v městském sněmu. Spolu se stranou Grün-Alternative Liste (9,6 %) vytvořila černo-zelenou koalici. Ole von Beust se stal starostou i pro třetí volební období (2008-2012), v srpnu 2010 ale z funkce odstoupil.